# Acanthogonatus quilocura
Acanthogonatus quilocura is een spinnensoort in de taxonomische indeling van de bruine klapdeurspinnen (Nemesiidae).
Acanthogonatus quilocura werd in 1995 beschreven door Goloboff.